# ヴァイッセナウ城
ヴァイッセナウ城は、スイスベルン州の基礎自治体ウンターゼーエンにあった神聖ローマ帝国の帝国城塞。現在は城跡のみが残る。スイスの重要文化財に指定されている。

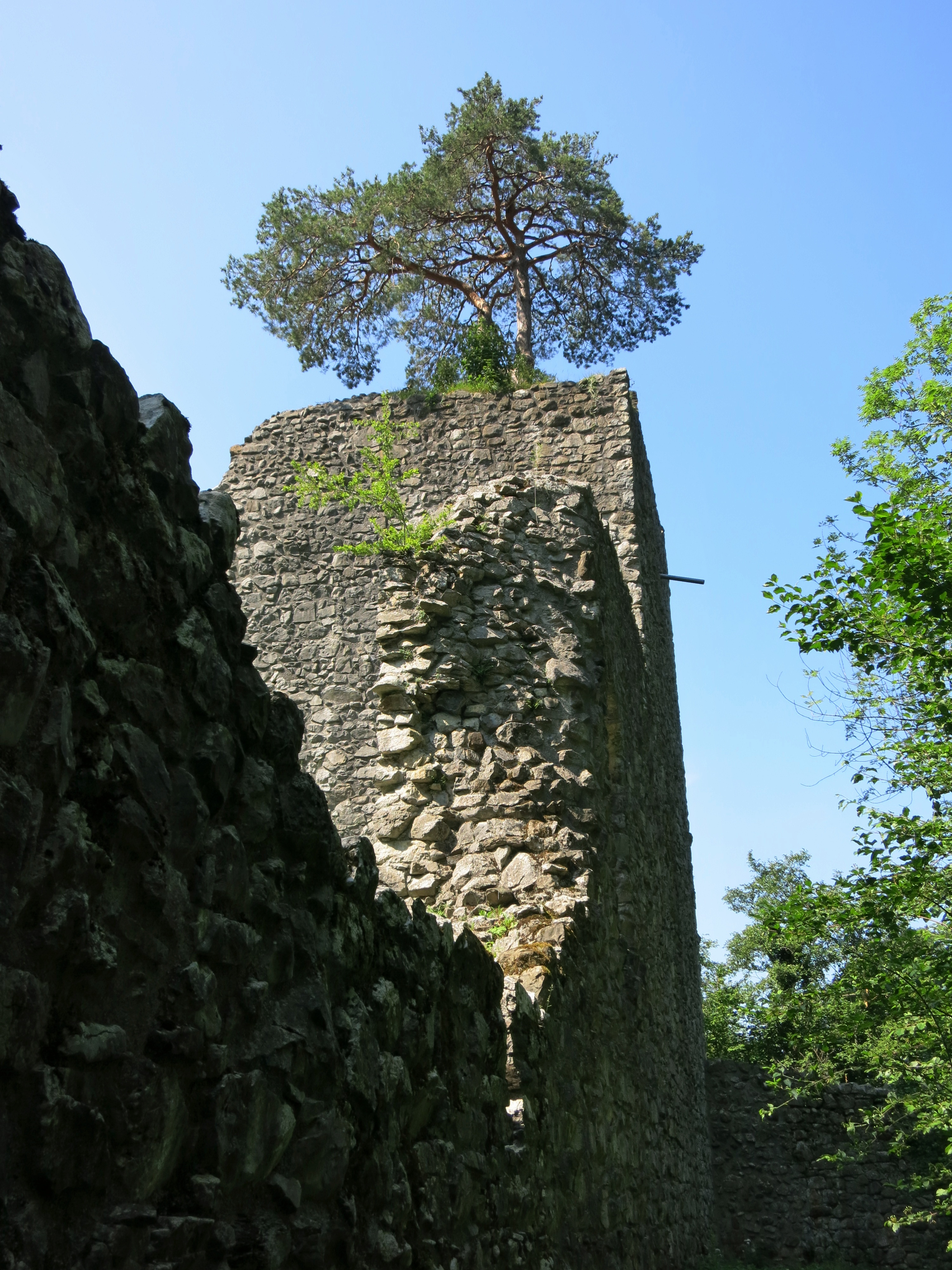
城壁

## 歴史
ヴァイッセナウ城が最初に歴史上で言及されたのは1298年のことで、「ウィッセーノ城」（castrum Wissenowe）と呼ばれている。ローテンフルーやウンシュプネンの領主たちによって建てられてからヴァイッセナウ男爵の封地となったか、あるいはヴァイッセナウ家によって荘園の中に築かれたものであるかは、明らかでない。城はトゥーン湖に注ぐアーレ川の河口にある島に建てられた。その後数世紀に間に、流路が泥で埋まり、その島は岸と繋がった。マーケットタウンのヴィーデンが城周辺から川をまたいで発展し、1362年には城に渡る橋が架けられた。1334年頃、ヴァイッセナウ男爵は他の在地領主たちと同盟して、強大になりつつあったベルン市の勢力と争う戦争になった。しかし領主同盟は敗北し、ヴァイッセナウ男爵は城とヴィーデンの支配権をインターラーケン修道院に売却して賠償金を支払わざるを得なかった。1365年、修道院はヴィーデンの週一回の市と毎年の大市をアールミューレ村（現在のインターラーケン）に移した。市場を失ったヴィーデンは荒廃し、衰退していった。
1528年、ベルン政府は宗教改革に加わって新教に改宗し、ベルン高地にもそれを強制し始めた。修道院と所属村落は協同して新教に対抗したが敗れ、修道院は世俗化されて所有地はベルン政府に接収された。縮小したヴィーデン村とヴァイッセナウ城は、ベルン政府のインターラーケン管理官の管轄下に置かれた。16世紀に城は牢獄として使用されており、その後は修理を施されず、最終的に倒壊した。1655年と1700年に管理官は城を修復する計画を立てたが、ともに実行されずに終わった。。

## 現況
現在は、城跡のみが残っている。城の居住区と塔、建物の一部と城壁がある。

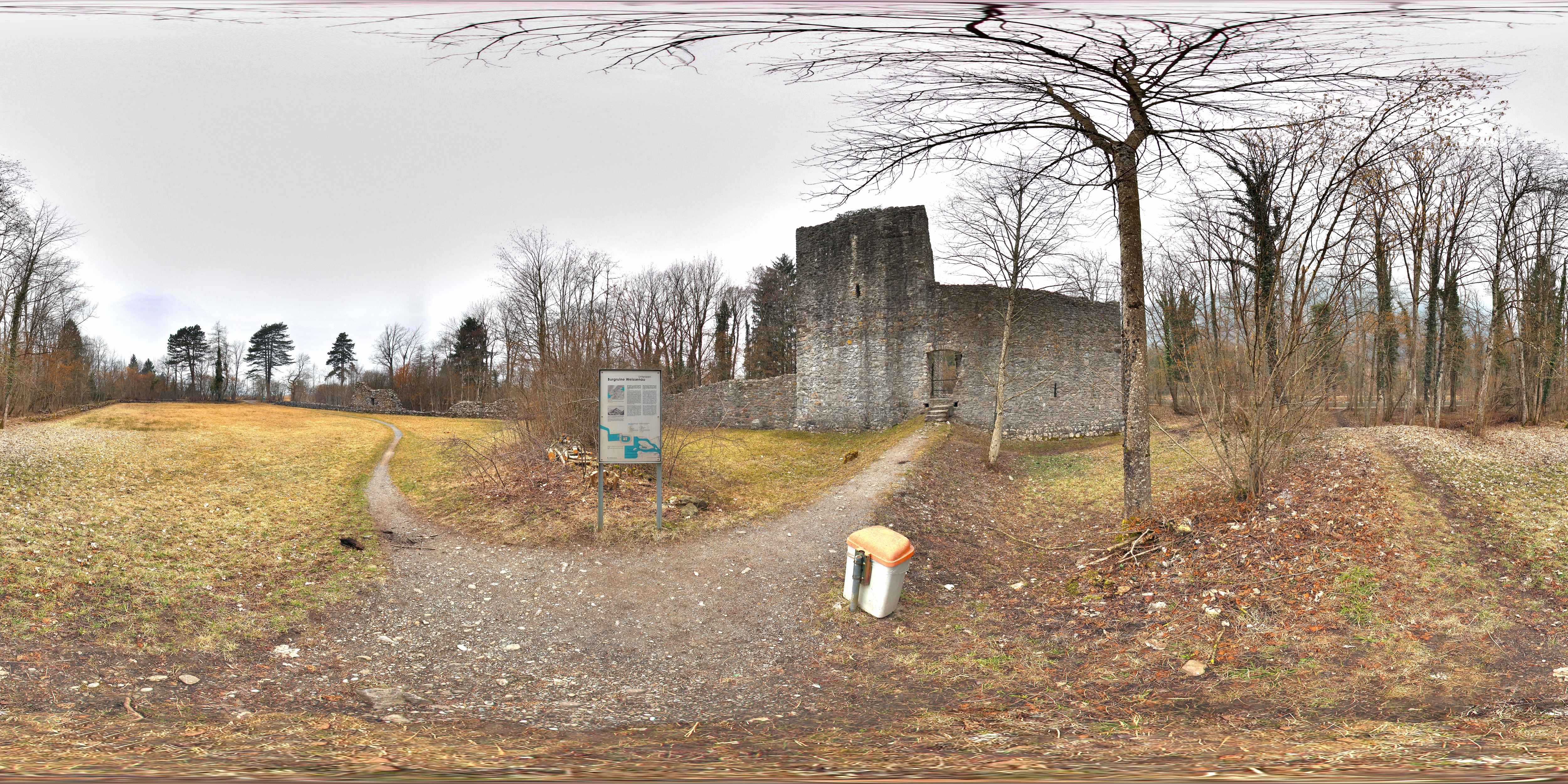
城跡遠景
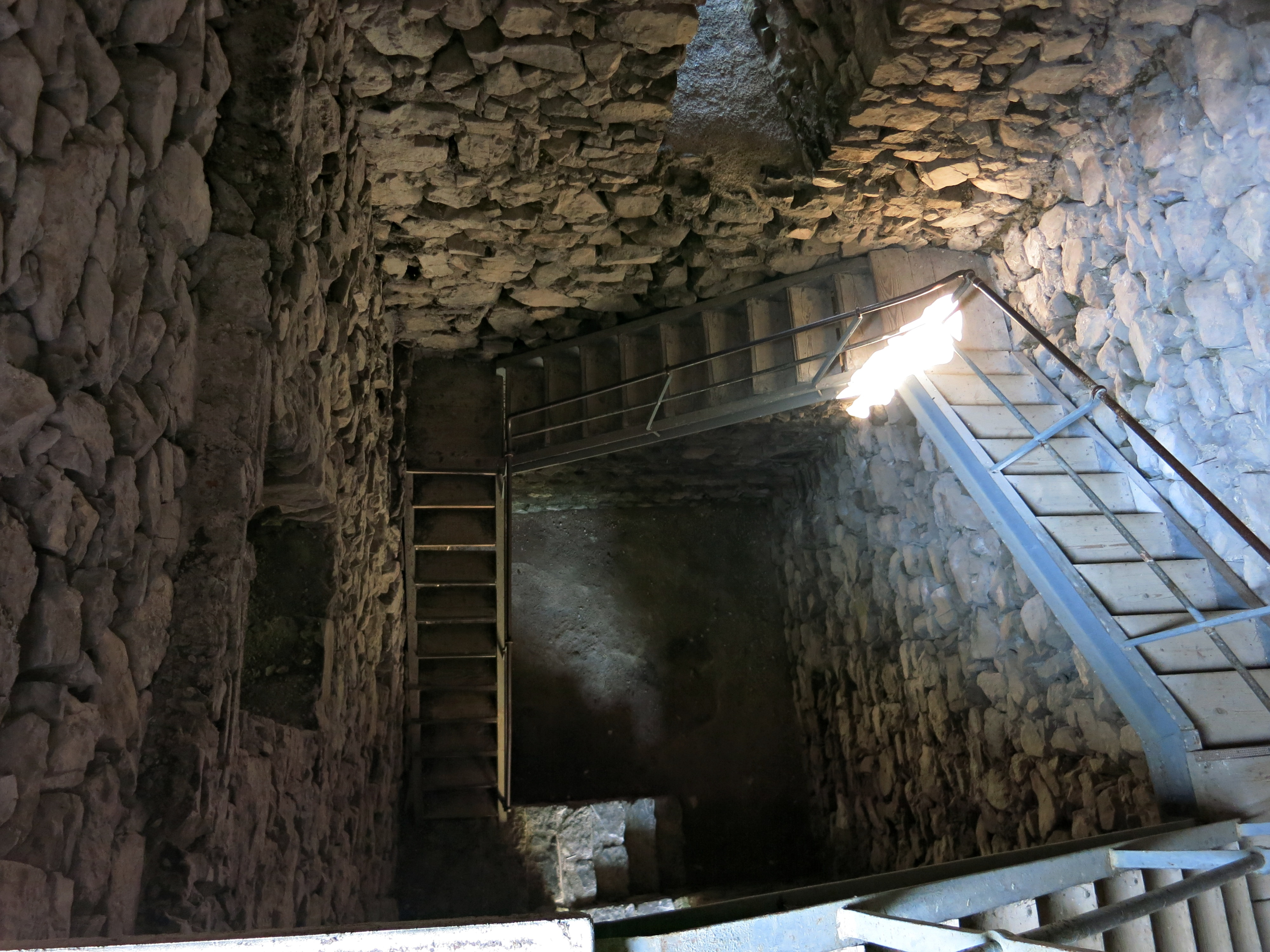
階段
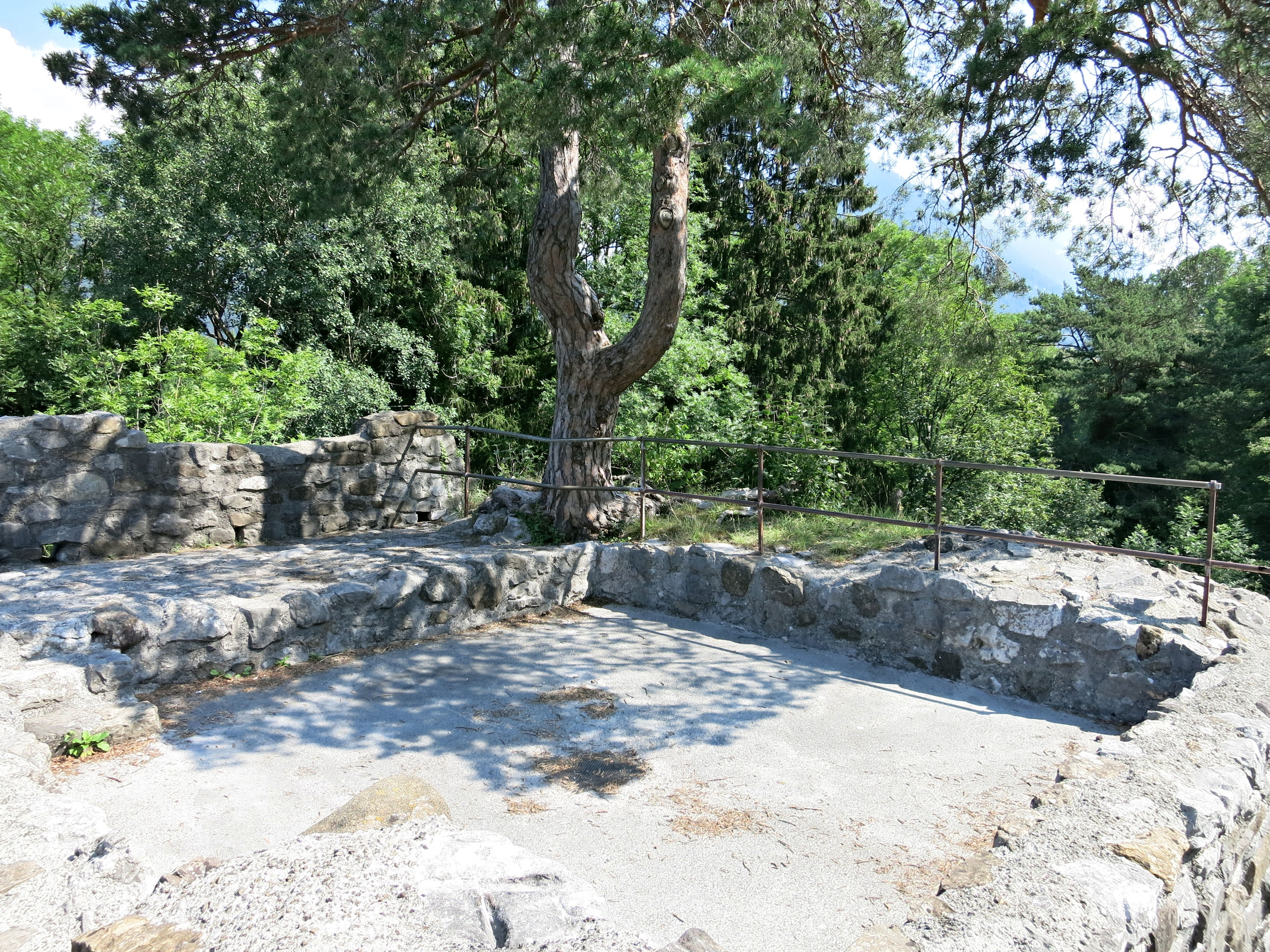
展望台